# Stokłosa łuskowata
Stokłosa łuskowata (Bromus squarrosus L.) – gatunek rośliny z rodziny wiechlinowatych. Jako gatunek rodzimy występuje w południowej Europie i południowo-zachodniej Azji. Ponadto zawleczony do Afryki, Ameryki, Australii i północnej Europy. W Polsce jest gatunkiem zadomowionym, po raz pierwszy zanotowany w 1911 roku.

## Morfologia

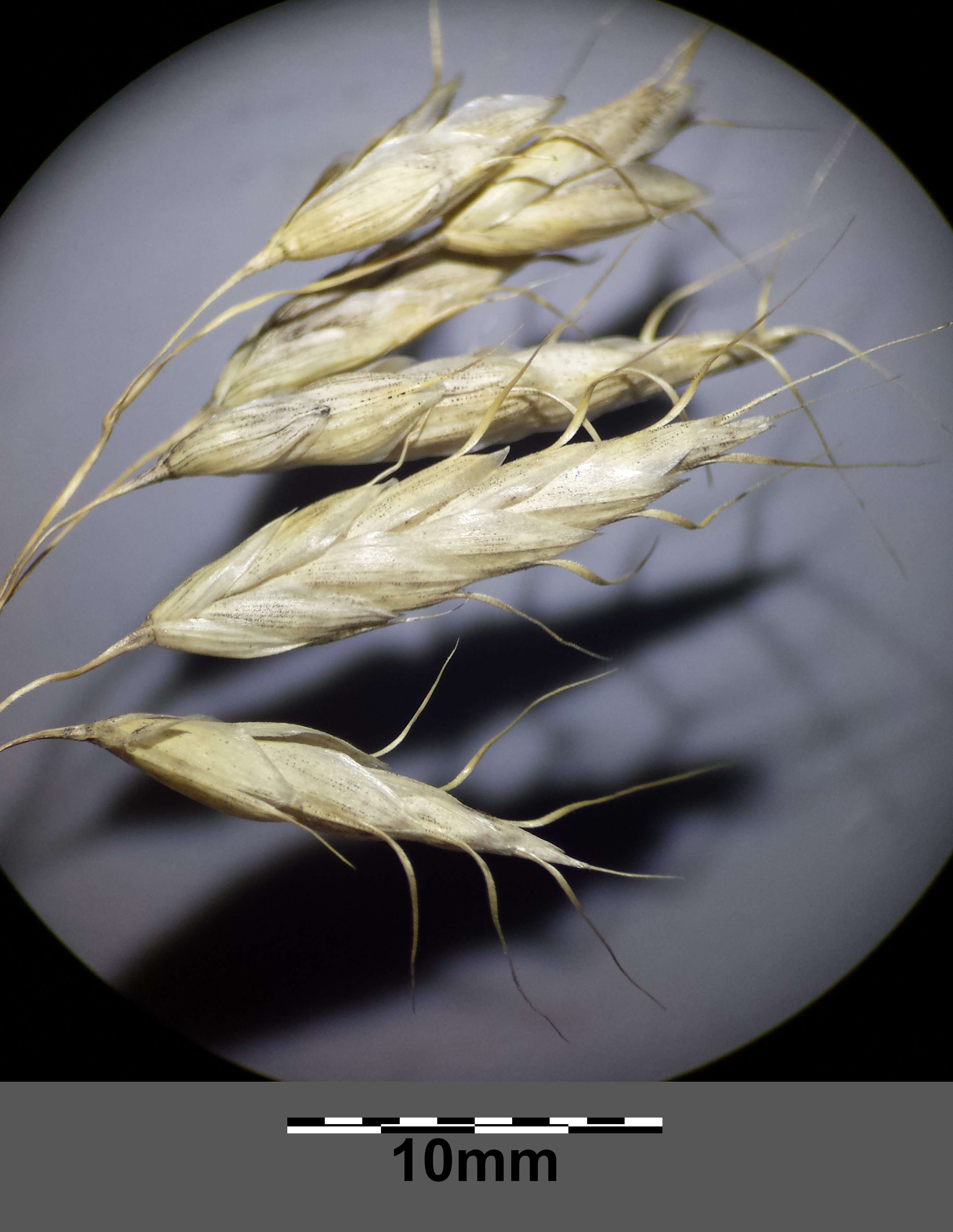
Kłoski

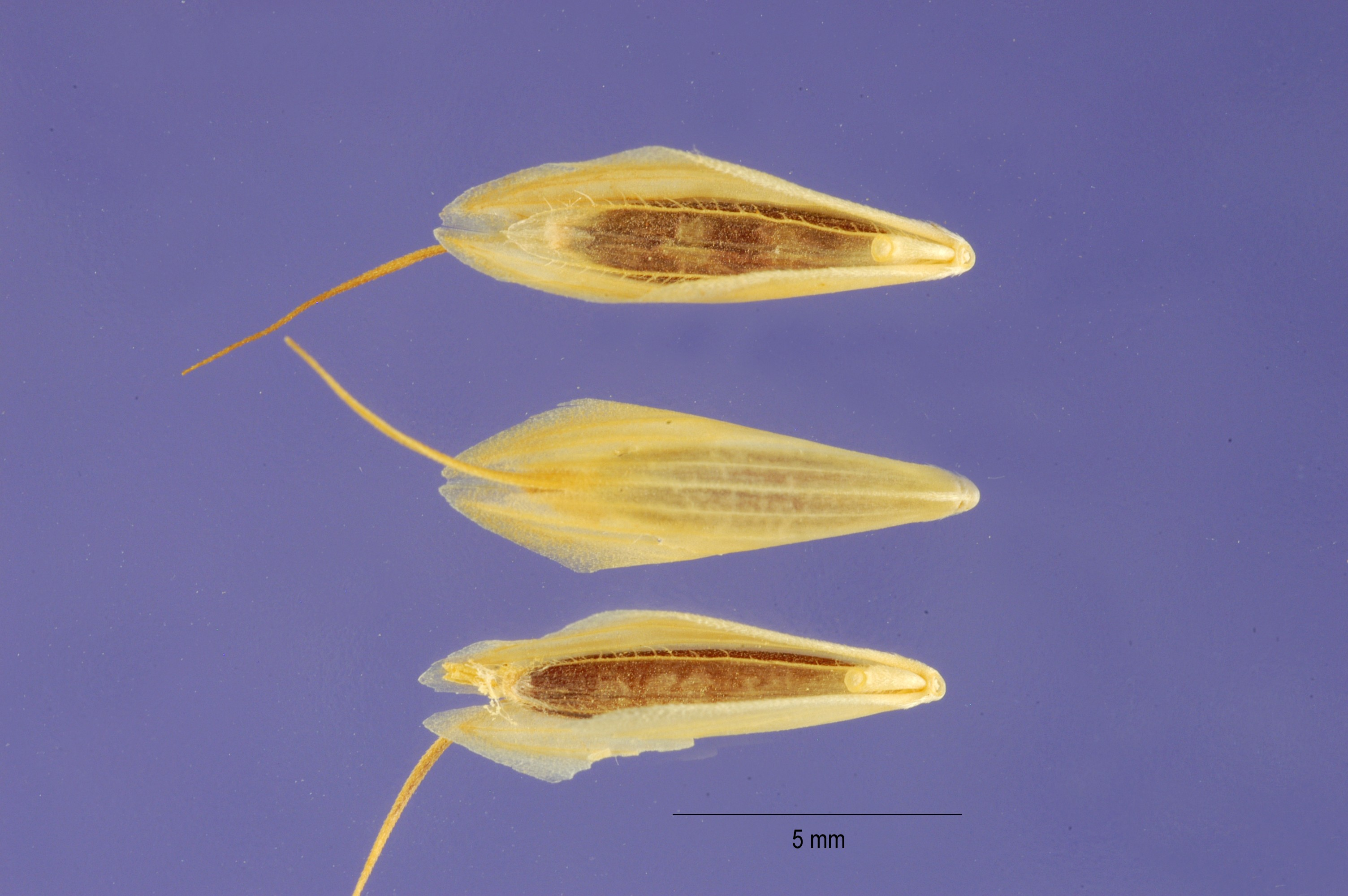
Owoce

PokrójJednoroczna lub dwuletnia trawa o wysokości od 30 do 60 cm, rosnąca w luźnych kępkach lub pojedynczo.
LiściePochwa liściowa zamknięte, w dolnej części owłosiona. Blaszki dolnych liście silnie owłosione, górne liście luźno owłosione.
KwiatyZebrane w równowąskie wiechę długości 10–20 cm, luźno skupione, zwisające. Gałązki wiechy o długości 3–15 cm, z 1 lub dwoma kłosami. Plewa dolna jednonerwowa, górna – trójnerwowa. Plewka dolna 3–5 nerwowa, górna – 5–9.
OwoceZiarniaki.

## Biologia i ekologia
Roślina dwuletnia lub jednoroczna, hemikryptofit. Rośnie na obszarach ruderalnych, słabo porośniętych, dobrze nasłonecznionych i suchych. Kwitnie od maja do czerwca.

## Zastosowanie
Stokłosa łuskowata nie ma znaczenia użytkowego, nie jest też chwastem w uprawach traw paszowych, gdyż występuje na obszarach traktowanych jako nieużytki i silnie przekształconych.